# Tomasz Dubrawski
Tomasz Dubrawski herbu Sas (zm. w 1602 roku) – podsędek halicki  w latach 1567–1578, poborca w powiecie lwowskim, halickim, trembowelskim i śniatyńskim.
Poseł na sejm 1567 roku, poseł ziemi halickiej na sejm lubelski 1569 roku, poseł na sejm konwokacyjny 1573 roku, poseł województwa ruskiego na sejm 1578 roku. Poseł na sejm 1572 roku z ziemi trembowelskiej.
Jako przedstawiciel Korony Królestwa Polskiego podpisał akt unii lubelskiej 1569 roku.